# 约尔格·普法伊费尔
约尔格·普法伊费尔（德語：Jörg Pfeifer，1952年3月19日—），德国男子田径运动员，主攻短跑。他曾代表东德参加1976年夏季奥林匹克运动会田径比赛，获得男子4×100米接力银牌。